# Kurów (województwo świętokrzyskie)
Kurów – wieś sołecka w Polsce położona w województwie świętokrzyskim, w powiecie opatowskim, w gminie Lipnik. Leży 20 km od Sandomierza.
Przez miejscowość przebiega droga krajowa nr 9 z Radomia do Rzeszowa.
| SIMC    | Nazwa       | Rodzaj    |
| ------- | ----------- | --------- |
| 0797211 | Dwór        | część wsi |
| 0797228 | Nowa Wieś   | część wsi |
| 0797234 | Podlas      | część wsi |
| 0797240 | Przy Szosie | część wsi |
| 0797257 | Stara Wieś  | część wsi |

W latach 1975–1998 miejscowość administracyjnie należała do województwa tarnobrzeskiego.

## Historia
Kurów, w dokumentach L.B Długosza „Corovo”, wieś w powiecie sandomierskim. Notowana w XII wieku .

W r. 1191 daje dziesięcinę kollegiacie sandomierskiej. W roku 1578 dziedzicami byli Maliccy płaca tu od 19 osad 9½ łana kmiecego 8 zagrodników i 1. komornika także 9. ubogich, 1 rzemieślnika. W pobliżu Kurowa, w tejże parafii leży Karwów, prawdopodobne miejsce urodzenia Wincentego zwanego Kadłubkiem, XIII wiecznego kronikarza.
Spis z roku 1827 pokazuje Kurów jako wieś prywatną, domów było 28 mieszkańców 669.
Według spisu powszechnego z roku 1921 Kurów wymieniony jako: folwark posiadał 10 domów i 202 mieszkańców, wieś  domów 41 mieszkańców 288.

## Zabytki
W pobliżu wsi znajduje się cmentarz wojenny z I wojny światowej, wpisany do rejestru zabytków nieruchomych (nr rej.: A.516 z 1.03.1993).